# Moodnodes plorella
Moodnodes plorella är en fjärilsart som beskrevs av Dyar 1914. Moodnodes plorella ingår i släktet Moodnodes och familjen mott. Inga underarter finns listade i Catalogue of Life.